# Médillac
Médillac est une commune du Sud-Ouest de la France, située dans le département de la Charente (région Nouvelle-Aquitaine).
Ses habitants sont les Médillacais et les Médillacaises.

## Géographie

### Localisation et accès
Située dans le canton de Chalais, Médillac est la commune la plus au sud du département de la Charente. Elle est limitrophe à la fois des départements de Charente-Maritime à l'ouest et de Dordogne au sud-est.
Médillac est située à 5 km au sud de Chalais, le chef-lieu de son canton, et à 48 km au sud d'Angoulême. Elle est aussi à 9 km de La Roche-Chalais et de Saint-Aulaye, 12 km d'Aubeterre-sur-Dronne, 17 km de Montguyon, 65 km de Bordeaux.
La route la plus importante est la D 674, route d'Angoulême à Libourne, qui passe à l'est de la commune. La D 78 traverse le sud de la commune du nord au sud. Cette petite route longe la rive droite de la Dronne depuis Aubeterre et va en direction de Saint-Aigulin (Charente-Maritime). Elle coupe la D 674 près de Pont de Corps. Le bourg est aussi desservi par la D 136, qui mène à Chalais. La D 462 va à Rioux-Martin au nord-ouest et la D 463 au sud-ouest vers La Genétouze.
La voie ferrée Paris-Bordeaux traverse la commune, et Médillac possédait une gare, qui desservait aussi Parcoul, et qui était aussi l'embranchement de l'ancienne ligne vers Ribérac qui remontait la vallée de la Dronne.
La gare actuelle la plus proche est celle de Chalais, desservie par des TER à destination d'Angoulême et de Bordeaux.

### Hameaux et lieux-dits
La mairie est située à un kilomètre au sud du bourg, à Pont de Corps près de l'ancienne gare.
La commune compte de nombreuses fermes et quelques autres hameaux : Devanne, la Gayaudrie, Guildon jouxtant le bourg, etc..

### Communes limitrophes
Médillac est limitrophe de six autres communes, dont deux en Charente-Maritime et une en Dordogne.
|                                  | Rioux-Martin                      | Saint-Avit                 |
| La Genétouze (Charente-Maritime) | Médillac                          | Bazac                      |
|                                  | Saint-Aigulin (Charente-Maritime) | Parcoul-Chenaud (Dordogne) |

### Géologie et relief
La quasi-totalité de la commune est occupée par un terrain composé d'argile sableuse et de galets, dépôt datant du Tertiaire. Ces landes, sols peu fertiles, sont souvent boisées en pins maritimes, châtaigniers, chênes (rouvres, pédonculés, tauzins), et bruyère et constituent la Double saintongeaise, vis-à-vis occidental de la Double du Périgord et qui couvre une grande partie des cantons de Brossac et Baignes.
Le Campanien, calcaire crayeux du Crétacé supérieur, affleure dans l'extrême nord de la commune, talus à l'est et au nord du bourg.
Les vallées (Tude et Dronne) sont occupées par des alluvions récentes du Quaternaire, parfois accumulées en terrasses pour les plus anciennes,,.
La commune occupe le versant occidental de la vallée de la Tude et de la Dronne.
Le point le plus bas de la commune, 22 m, situé à Champagne, est l'endroit où la Dronne quitte le département. C'est aussi le point le plus bas du Sud Charente, c'est-à-dire de celui du bassin versant de la Gironde en Charente, ainsi que le point le plus méridional du département.
Le point culminant de la commune est à une altitude de 108 m, situé sur la bordure occidentale au Maine Machon. Le bourg, surplombant la vallée de la Tude, est à 75 m d'altitude.

### Hydrographie

#### Réseau hydrographique

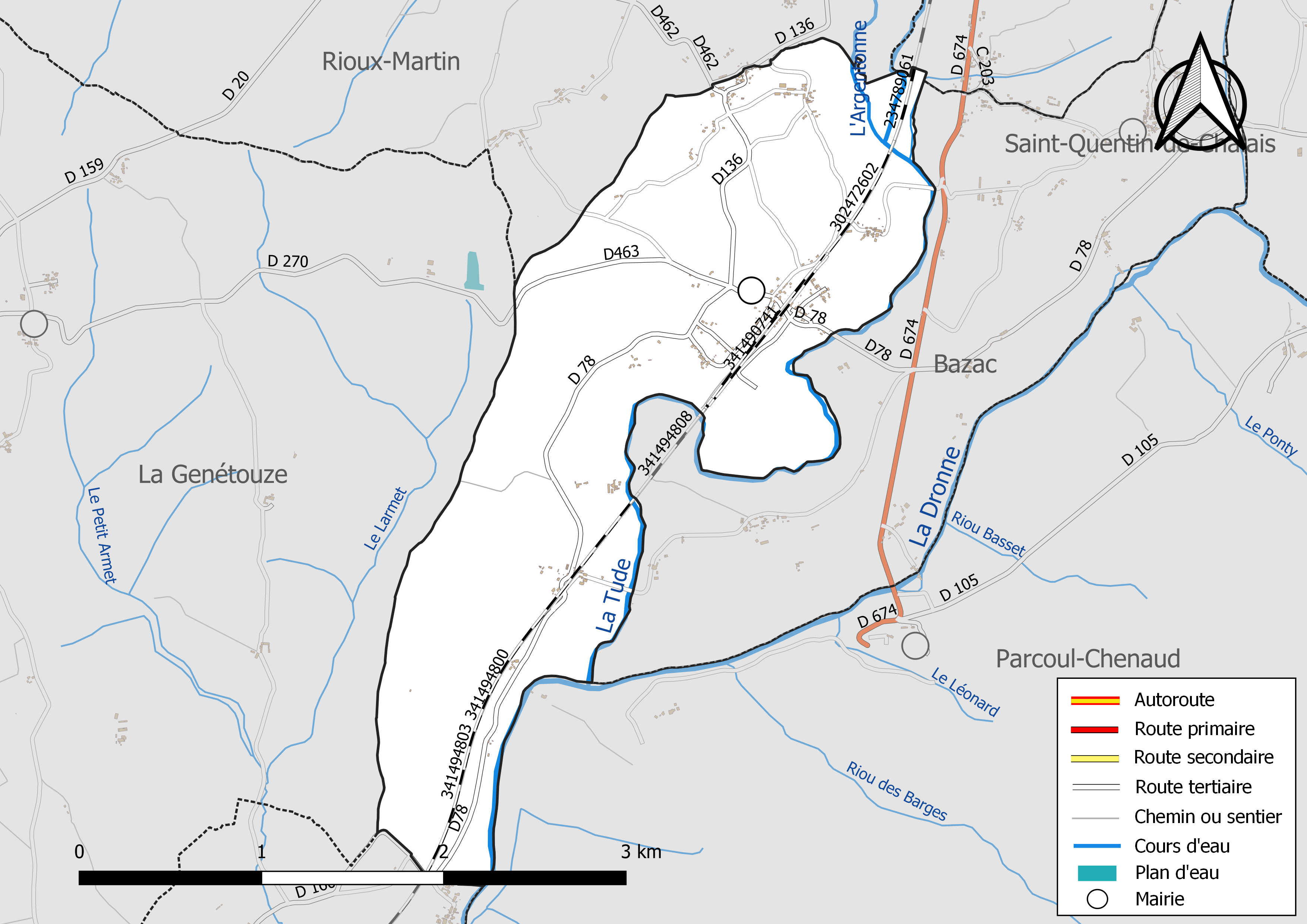
Réseaux hydrographique et routier de Médillac.

La commune est située dans le bassin de la Dordogne au sein du Bassin Adour-Garonne. Elle est drainée par la Dronne, la Tude, l'Argentonne et par un petit cours d'eau, qui constituent un réseau hydrographique de 5 km de longueur totale,.
Elle est située sur la rive droite de la Tude, qui fait la limite de commune avec Bazac, puis après le confluent de cette dernière, sur la rive droite de la Dronne qui fait limite avec Parcoul (Dordogne).
La Dronne, d'une longueur totale de 200,56 km, prend sa source en Haute-Vienne, dans la commune de Bussière-Galant, et se jette  dans l'Isle en Gironde à Sablons, après avoir traversé 51 communes.
La Tude, d'une longueur totale de 43,3 km, prend sa source dans la commune de Boisné-La Tude et se jette  dans la Dronne en Dordogne, à Parcoul-Chenaud, après avoir traversé 15 communes.
L'Argentonne, d'une longueur totale de 10,93 km, prend sa source dans la commune de Bardenac et se jette  dans la Tude sur la commune, après avoir traversé 5 communes.

#### Gestion des eaux
Le territoire communal est couvert par le schéma d'aménagement et de gestion des eaux (SAGE) « Isle - Dronne ». Ce document de planification, dont le territoire regroupe les bassins versants de l'Isle et de la Dronne, d'une superficie de 7 500 km2, a été approuvé le 2 août 2021. La structure porteuse de l'élaboration et de la mise en œuvre est l'établissement public territorial de bassin de la Dordogne (EPIDOR). Il définit sur son territoire les objectifs généraux d’utilisation, de mise en valeur et de protection quantitative et qualitative des ressources en eau superficielle et souterraine, en respect des objectifs de qualité définis dans le troisième SDAGE  du Bassin Adour-Garonne qui couvre la période 2022-2027, approuvé le 10 mars 2022.

### Climat
Comme dans les trois quarts sud et ouest du département, le climat est océanique aquitain.

### Milieux naturels et biodiversité

#### Natura 2000
Bordé à l'est par la Tude, le territoire communal est concerné par le site Vallée de la Tude, identifié dans le réseau Natura 2000 comme important pour la conservation d'espèces animales européennes menacées,.
Seize espèces animales inscrites à l'annexe II de la directive 92/43/CEE de l'Union européenne y ont été répertoriées.
- un amphibien : le Sonneur à ventre jaune (Bombina variegata) ;
- un crustacé, l'Écrevisse à pattes blanches (Austropotamobius pallipes) ;
- six insectes : l'Agrion de Mercure (Coenagrion mercuriale), le Cerf-volant (mâle) ou la Grande biche (femelle) (Lucanus cervus), la Cordulie à corps fin (Oxygastra curtisii), le Cuivré des marais (Lycaena dispar), le Damier de la succise (Euphydryas aurinia) et le Gomphe de Graslin (Gomphus graslinii) ;
- cinq mammifères : la Loutre d'Europe (Lutra lutra) et le Vison d'Europe (Mustela lutreola), et trois chauves-souris : la Barbastelle d'Europe (Barbastella barbastellus), le Murin à oreilles échancrées (Myotis emarginatus) et le Petit rhinolophe (Rhinolophus hipposideros) ;
- deux poissons : le Chabot fluviatile (Cottus perifretum) et la Lamproie de Planer (Lampetra  planeri) ;
- un reptile : la Cistude (Emys orbicularis).

Vingt-six autres espèces animales importantes y ont été recensées dont quatorze sont concernées par l'annexe IV de la directive habitats.

#### ZNIEFF
À Médillac, les vallées de la Dronne et de son affluent la Tude font partie de la ZNIEFF de type II nommée « Vallées de la Nizonne, de la Tude et de la Dronne en Poitou-Charentes »,.
Vingt-deux espèces déterminantes d'animaux y ont été répertoriées :
- un amphibien : la Rainette verte (Hyla arborea) ;
- un crustacé, l'Écrevisse à pattes blanches (Austropotamobius pallipes) ;
- cinq insectes dont trois lépidoptères : l'Azuré de la sanguisorbe (Phengaris teleius), le Cuivré des marais (Lycaena dispar) et le Fadet des laîches (Coenonympha oedippus) et deux odonates : l'Agrion de Mercure (Coenagrion mercuriale) et la Cordulie à corps fin (Oxygastra curtisii) ;
- sept mammifères : la Loutre d'Europe (Lutra lutra) et le Vison d'Europe (Mustela lutreola), ainsi que cinq chauves-souris : le Murin à moustaches (Myotis mystacinus), l'Oreillard roux (Plecotus auritus), la Pipistrelle de Kuhl (Pipistrellus kuhlii), le Petit rhinolophe (Rhinolophus hipposideros) et la Sérotine commune (Eptesicus serotinus) ;
- quatre oiseaux : l'Alouette lulu (Lullula arborea), le Martin-pêcheur d'Europe (Alcedo atthis), le Milan noir (Milvus migrans) et le Tarier des prés (Saxicola rubetra) ;
- trois poissons : le Chabot commun (Cottus gobio), la Lamproie de Planer (Lampetra  planeri) et le Toxostome (Parachondrostoma toxostoma) ;
- un reptile : la Cistude (Emys orbicularis).

Vingt-neuf autres espèces animales (quatre mammifères et vingt-cinq oiseaux) y ont été recensées.

## Urbanisme

### Typologie
Au 1er janvier 2024, Médillac est catégorisée commune rurale à habitat très dispersé, selon la nouvelle grille communale de densité à 7 niveaux définie par l'Insee en 2022.
Elle est située hors unité urbaine et hors attraction des villes,.

### Occupation des sols
L'occupation des sols de la commune, telle qu'elle ressort de la base de données européenne d’occupation biophysique des sols Corine Land Cover (CLC), est marquée par l'importance des territoires agricoles (50,5 % en 2018), en diminution par rapport à 1990 (54,4 %). La répartition détaillée en 2018 est la suivante : 
forêts (49,5 %), zones agricoles hétérogènes (29,5 %), prairies (12,9 %), terres arables (8 %). L'évolution de l’occupation des sols de la commune et de ses infrastructures peut être observée sur les différentes représentations cartographiques du territoire : la carte de Cassini (XVIIIe siècle), la carte d'état-major (1820-1866) et les cartes ou photos aériennes de l'IGN pour la période actuelle (1950 à aujourd'hui).

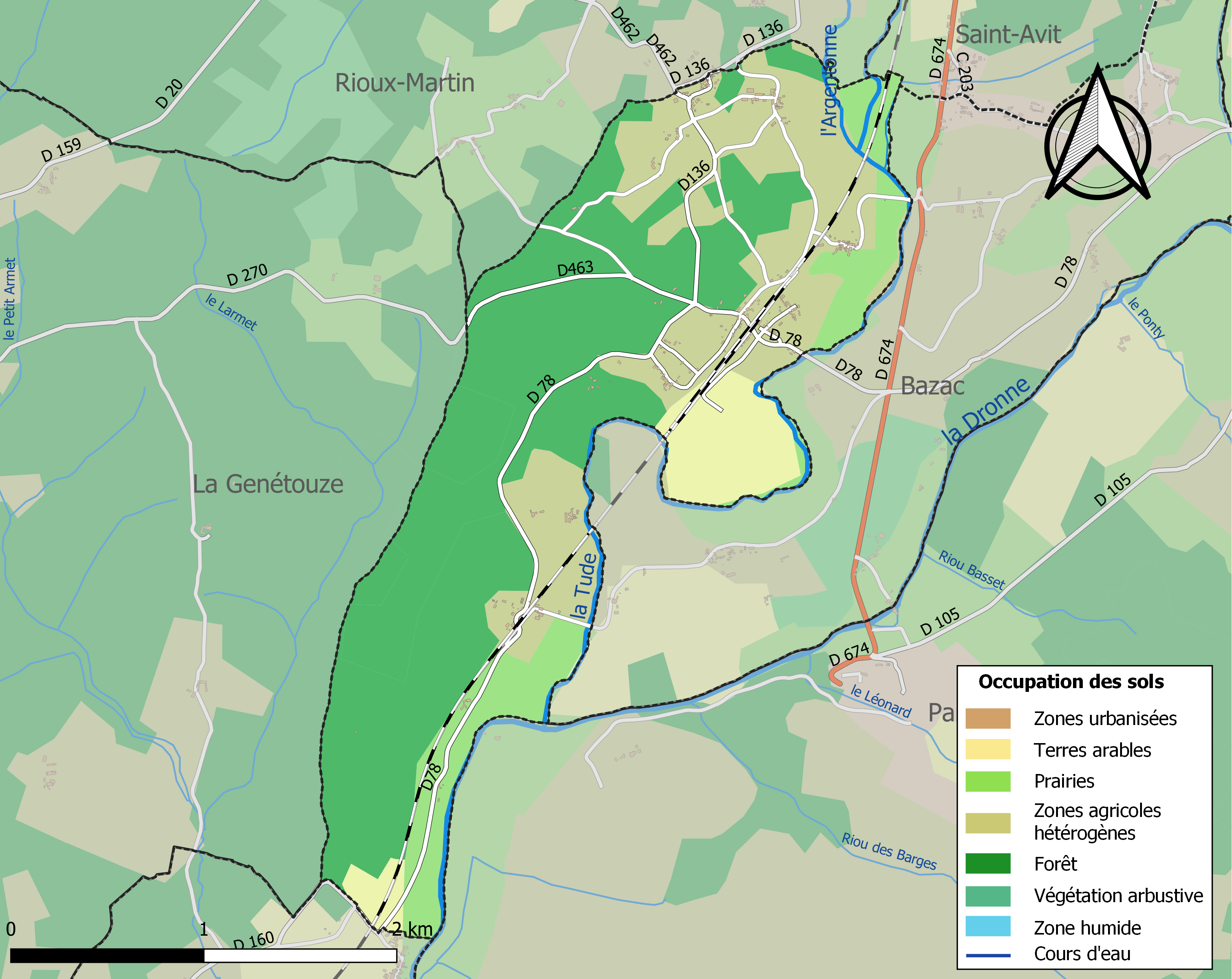
Carte des infrastructures et de l'occupation des sols de la commune en 2018 (CLC).

### Risques majeurs
Le territoire de la commune de Médillac est vulnérable à différents aléas naturels : météorologiques (tempête, orage, neige, grand froid, canicule ou sécheresse), feux de forêts et séisme (sismicité faible). Un site publié par le BRGM permet d'évaluer simplement et rapidement les risques d'un bien localisé soit par son adresse soit par le numéro de sa parcelle.
Médillac est exposée au risque de feu de forêt. Un plan départemental de protection des forêts contre les incendies (PDPFCI) a été élaboré pour la période 2017-2026, faisant suite à un plan 2007-2016. Les mesures individuelles de prévention contre les incendies sont précisées par divers arrêtés préfectoraux et s’appliquent dans les zones exposées aux incendies de forêt et à moins de 200 mètres de celles-ci. L’arrêté du 3 mai 2016 règlemente l'emploi du feu en interdisant notamment d’apporter du feu, de fumer et de jeter des mégots de cigarette dans les espaces sensibles et sur les voies qui les traversent sous peine de sanctions. L'arrêté du 27 décembre 2019 rend le débroussaillement obligatoire, incombant au propriétaire ou ayant droit,,,.

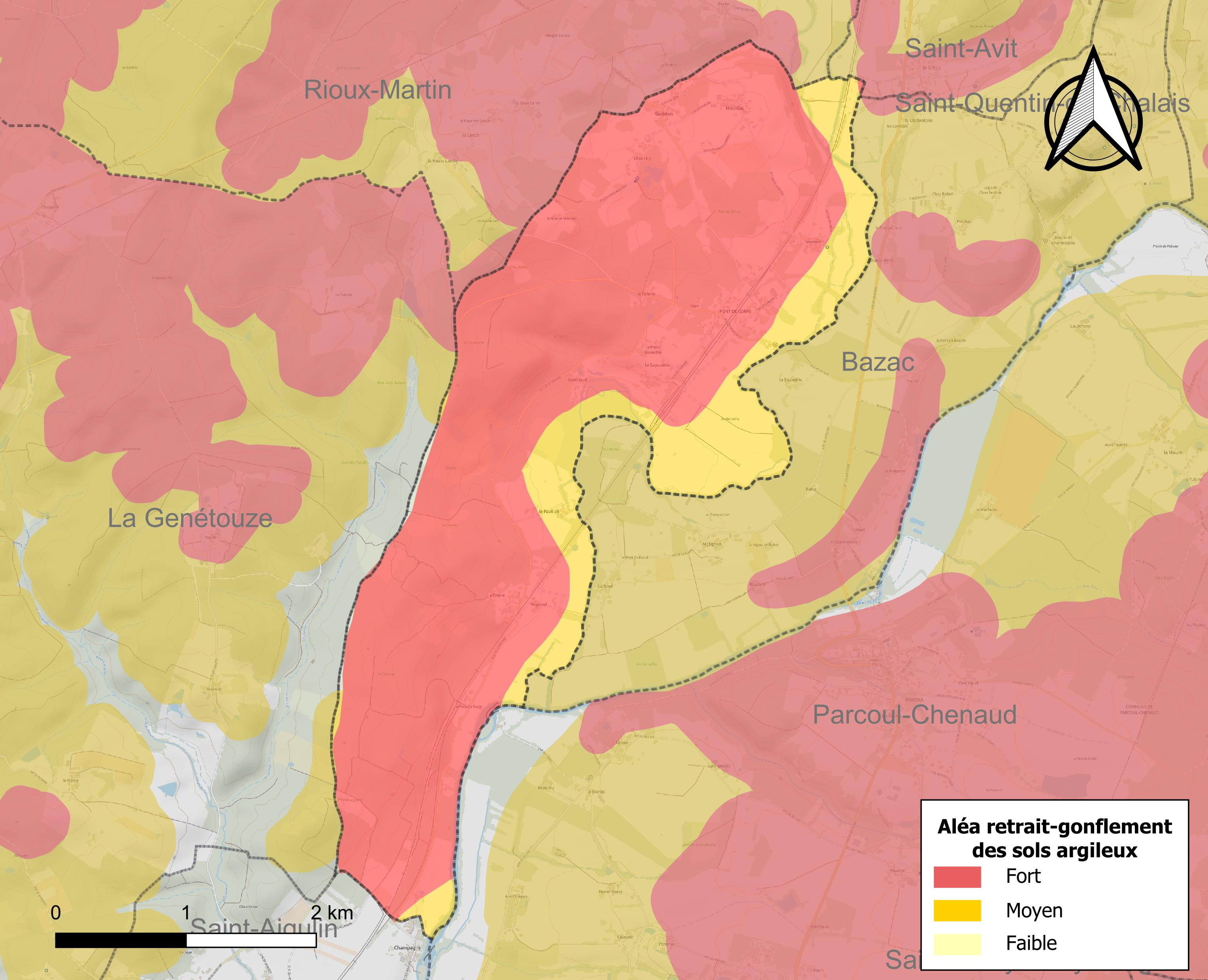
Carte des zones d'aléa retrait-gonflement des sols argileux de Médillac.

Le retrait-gonflement des sols argileux est susceptible d'engendrer des dommages importants aux bâtiments en cas d’alternance de périodes de sécheresse et de pluie. 99,6 % de la superficie communale est en aléa moyen ou fort (67,4 % au niveau départemental et 48,5 % au niveau national). Sur les 118 bâtiments dénombrés sur la commune en 2019,  118 sont en aléa moyen ou fort, soit 100 %, à comparer aux 81 % au niveau départemental et 54 % au niveau national. Une cartographie de l'exposition du territoire national au retrait gonflement des sols argileux est disponible sur le site du BRGM,.
Par ailleurs, afin de mieux appréhender le risque d’affaissement de terrain, l'inventaire national des cavités souterraines permet de localiser celles situées sur la commune.
La commune a été reconnue en état de catastrophe naturelle au titre des dommages causés par les inondations et coulées de boue survenues en 1982, 1983, 1986, 1988, 1999, 2012 et 2021. Concernant les mouvements de terrains, la commune a été reconnue en état de catastrophe naturelle au titre des dommages causés par la sécheresse en 2003, 2009 et 2011 et par des mouvements de terrain en 1999.

## Toponymie
Une forme ancienne est Medilhaco au Moyen Âge.
L'origine du nom de Médillac remonterait à un nom de personne gallo-romain Metelius ou Medillus auquel est apposé le suffixe -acum, ce qui correspondrait à Meteliacum, « domaine de Metelius »,.

## Histoire
Quelques vestiges romains ont été trouvés aux abords de l'église. Au nord-est du bourg, sur une roche escarpée, ont été trouvés des vestiges d'épaisses murailles. Il pourrait s'agir d'un poste d'observation de la voie passant en contrebas.
Au début du XXe siècle, l'industrie dans la commune était représentée par une scierie et des carrières d'argile réfractaire. La gare de Parcoul-Médillac était aussi le point de départ de la ligne de Ribérac, en service entre 1906 et 1940, qui s'embranchait sur la ligne Paris-Bordeaux.
Le nom de « Pont de Corps » viendrait du fait qu'après la bataille de Coutras, il fallait à Henri de Navarre traverser la Dronne, et pour faire un gué à cet endroit, il aurait fait tuer des prisonniers et entasser leurs corps dans la rivière pour faire passer son armée et ses chariots[réf. nécessaire].

## Administration

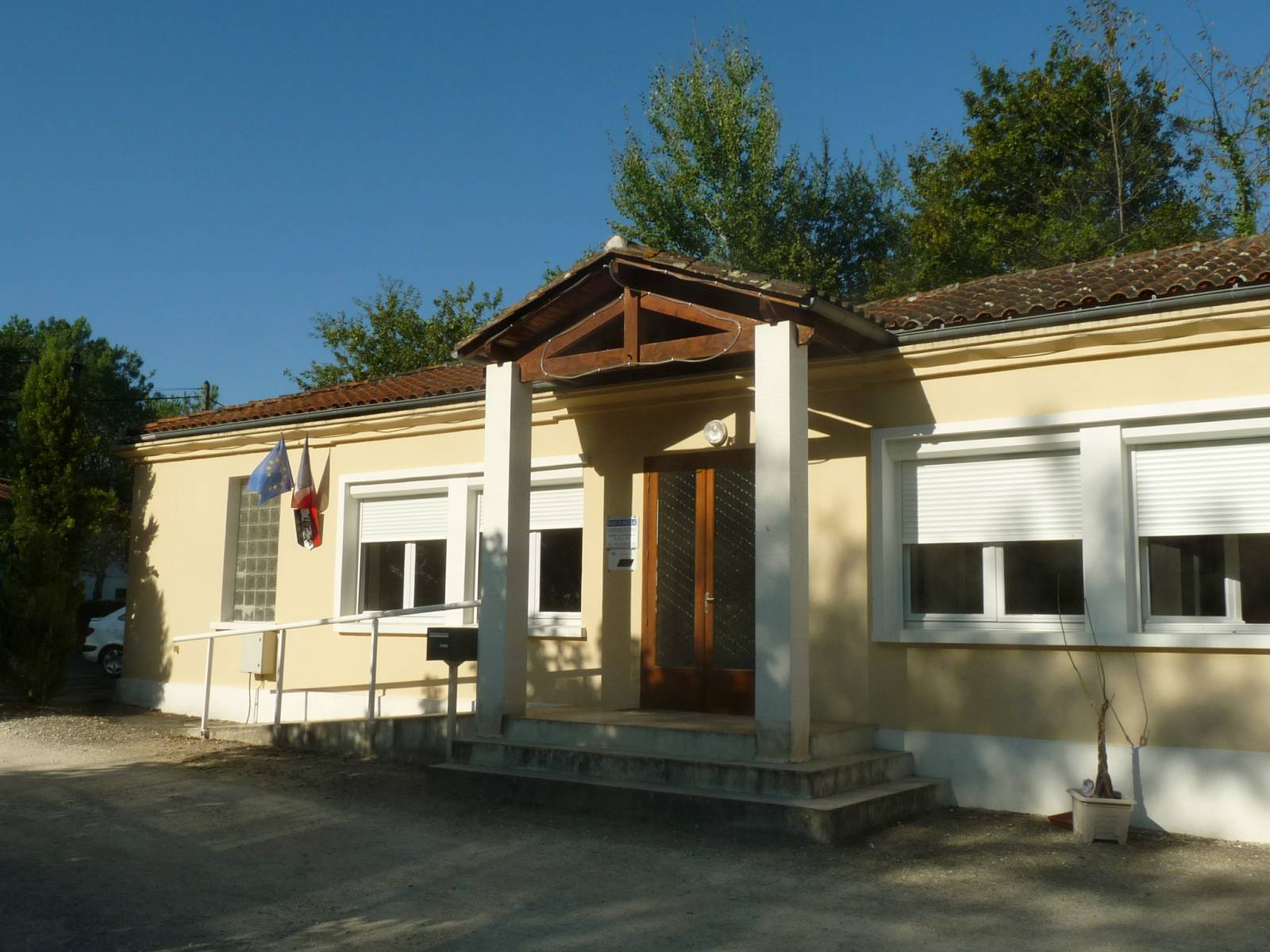
La mairie.

| Période                                  | Période  | Identité       | Étiquette | Qualité                |
| ---------------------------------------- | -------- | -------------- | --------- | ---------------------- |
| Les données manquantes sont à compléter. |          |                |           |                        |
| 2001                                     | 2008     | Gilles Devaire |           |                        |
| 2008                                     | En cours | Joëlle Boizot  | SE        | Retraitée des hôpitaux |

## Démographie

### Évolution démographique
L'évolution du nombre d'habitants est connue à travers les recensements de la population effectués dans la commune depuis 1793. Pour les communes de moins de 10 000 habitants, une enquête de recensement portant sur toute la population est réalisée tous les cinq ans, les populations de référence des années intermédiaires étant quant à elles estimées par interpolation ou extrapolation. Pour la commune, le premier recensement exhaustif entrant dans le cadre du nouveau dispositif a été réalisé en 2007.

En 2022, la commune comptait 151 habitants, en évolution de −4,43 % par rapport à 2016 (Charente : −0,48 %, France hors Mayotte : +2,11 %).
| 1793 | 1800 | 1806 | 1821 | 1831 | 1841 | 1846 | 1851 | 1856 |
| ---- | ---- | ---- | ---- | ---- | ---- | ---- | ---- | ---- |
| 294  | 261  | 287  | 272  | 348  | 304  | 332  | 328  | 346  |

| 1861 | 1866 | 1872 | 1876 | 1881 | 1886 | 1891 | 1896 | 1901 |
| ---- | ---- | ---- | ---- | ---- | ---- | ---- | ---- | ---- |
| 319  | 325  | 284  | 277  | 255  | 252  | 242  | 247  | 212  |

| 1906 | 1911 | 1921 | 1926 | 1931 | 1936 | 1946 | 1954 | 1962 |
| ---- | ---- | ---- | ---- | ---- | ---- | ---- | ---- | ---- |
| 287  | 283  | 236  | 249  | 267  | 254  | 214  | 252  | 266  |

| 1968 | 1975 | 1982 | 1990 | 1999 | 2006 | 2007 | 2012 | 2017 |
| ---- | ---- | ---- | ---- | ---- | ---- | ---- | ---- | ---- |
| 234  | 209  | 204  | 177  | 168  | 158  | 156  | 156  | 158  |

| 2022 | - | - | - | - | - | - | - | - |
| ---- | - | - | - | - | - | - | - | - |
| 151  | - | - | - | - | - | - | - | - |

### Pyramide des âges
La population de la commune est relativement âgée.
En 2018, le taux de personnes d'un âge inférieur à 30 ans s'élève à 25,3 %, soit en dessous de la moyenne départementale (30,2 %). À l'inverse, le taux de personnes d'âge supérieur à 60 ans est de 38,6 % la même année, alors qu'il est de 32,3 % au niveau départemental.
En 2018, la commune comptait 80 hommes pour 77 femmes, soit un taux de 50,96 % d'hommes, largement supérieur au taux départemental (48,41 %).
Les pyramides des âges de la commune et du département s'établissent comme suit.
| Hommes | Classe d’âge | Femmes |
| ------ | ------------ | ------ |
| 2,5    | 90 ou +      | 6,5    |
| 8,6    | 75-89 ans    | 13,0   |
| 21,0   | 60-74 ans    | 26,0   |
| 24,7   | 45-59 ans    | 20,8   |
| 11,1   | 30-44 ans    | 15,6   |
| 12,3   | 15-29 ans    | 6,5    |
| 19,8   | 0-14 ans     | 11,7   |

| Hommes | Classe d’âge | Femmes |
| ------ | ------------ | ------ |
| 1      | 90 ou +      | 2,7    |
| 9,2    | 75-89 ans    | 12     |
| 20,6   | 60-74 ans    | 21,3   |
| 20,7   | 45-59 ans    | 20,3   |
| 16,8   | 30-44 ans    | 16     |
| 15,6   | 15-29 ans    | 13,4   |
| 16,1   | 0-14 ans     | 14,3   |

## Économie

### Agriculture
La viticulture occupe une petite partie de l'activité agricole. La commune est située dans les Bons Bois, dans la zone d'appellation d'origine contrôlée du cognac.

## Équipements, services et vie locale

### Enseignement
Les écoles et collège sont à Chalais.

## Lieux et monuments

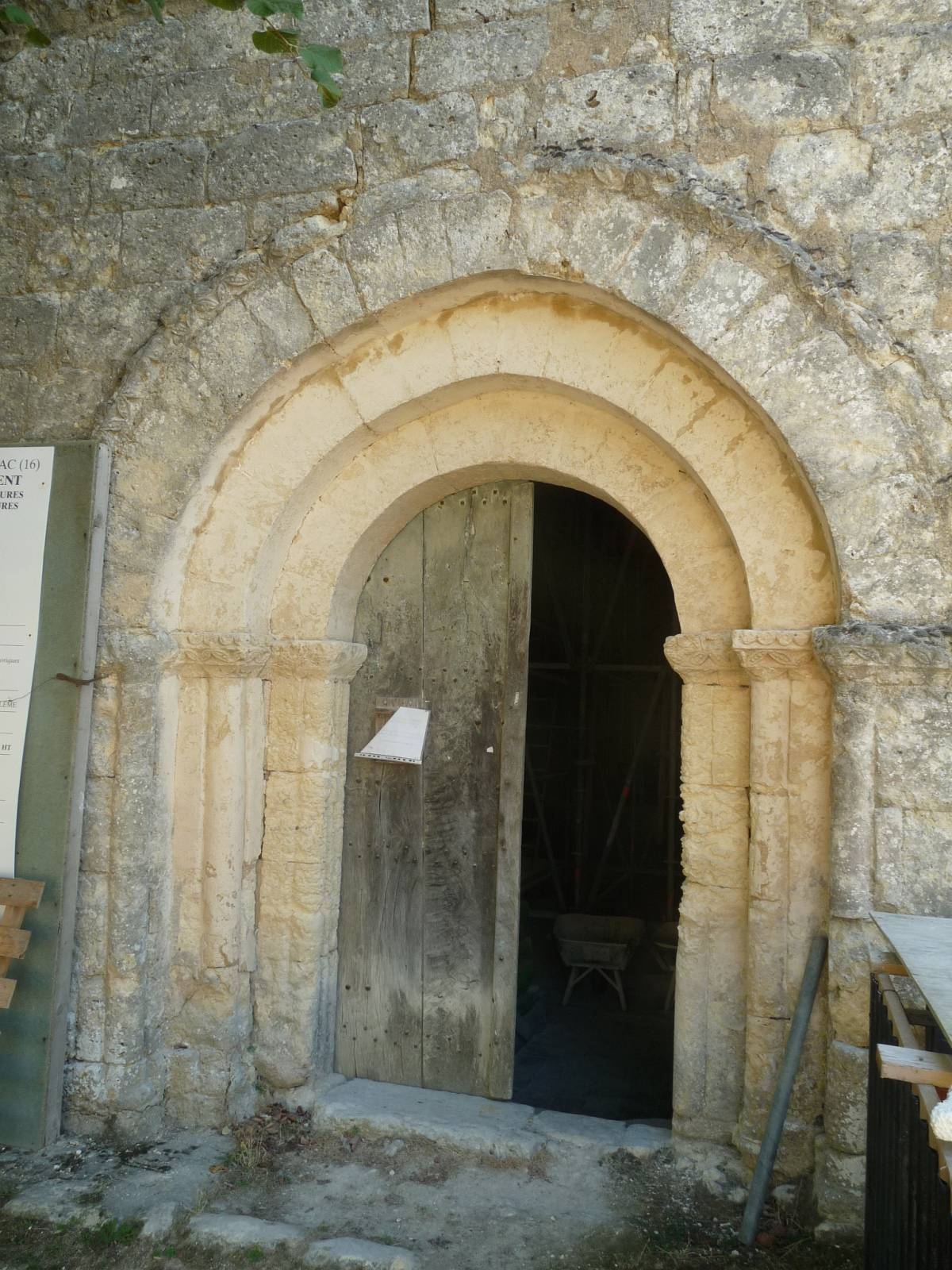
Le portail de l'église.

- L'église paroissiale Saint-Laurent date des XIIe et XVe siècles. Elle est classée monument historique depuis 1970[41].
- Gare de Médillac. Située au lieu-dit Pont de Corps, la gare de Médillac était connue pour être l'embranchement de la voie ferrée Bordeaux-Ribérac qui remontait la Dronne, voie aujourd'hui déposée, qui passait aussi par Saint-Aulaye et Tocane-Saint-Apre. Elle a été le théâtre d'un dramatique épisode le 4 juillet 1944 - un train de déportés, le « train fantôme », y a stationné et fut mitraillé[42] par des avions alliés. Des déportés tentant de s’enfuir y furent fusillés par les militaires allemands[43].